# Sphaerolejeunea umbilicata
Espèce
Synonymes
- Lejeunea drehwaldii J.Heinrichs & A.Schaefer-Verwimp (préféré par NCBI)[2]
- Sphaerolejeunea umbilicata[2]

Statut de conservation UICN

 CR B1+2c : 
En danger critique
Sphaerolejeunea umbilicata est une espèce de plantes de la famille des Lejeuneaceae.

## Publication originale
- Annales Bryologici 11: 88. 1938.